# Najran Sport Club
Il Najran Sport Club (in arabo: نادي نجران الرياضي) è una società di calcio con sede a Najrān in Arabia Saudita ed attualmente milita nella Saudi Professional League.

## Storia
Nella stagione 2009-2010 raggiunge la semifinale di Coppa del Principe della Corona saudita.

## Organico

### Rosa 2015-2016
Aggiornata al 1º luglio 2015.
| N. |                           | Ruolo | Calciatore        |
| -- | ------------------------- | ----- | ----------------- |
| 3  | Arabia Saudita (bandiera) | D     | Majed Belal       |
| 5  | Arabia Saudita (bandiera) | D     | Azzan Mqbol       |
| 6  | Arabia Saudita (bandiera) | D     | Fares Al Htrsh    |
| 7  | Arabia Saudita (bandiera) | C     | Saheb Al-Abdullah |
| 8  | Siria (bandiera)          | C     | Wael Ayan         |
| 9  | Arabia Saudita (bandiera) | C     | Ali Dhawi         |
| 10 | Arabia Saudita (bandiera) | C     | Hamad Al-Rabaei   |
| 13 | Arabia Saudita (bandiera) | P     | Jaber Al-Aameri   |
| 14 | Siria (bandiera)          | C     | Jehad Al Hussain  |
| 15 | Arabia Saudita (bandiera) | A     | Medrek Natash     |
| 16 | Arabia Saudita (bandiera) | C     | Salih Dowes       |
| 17 | Arabia Saudita (bandiera) | D     | Mahmoud Moad      |
| 18 | Arabia Saudita (bandiera) | D     | Bandar Mesaed     |
| 19 | Arabia Saudita (bandiera) | A     | Mohsen Al-Yami    |
| 21 | Arabia Saudita (bandiera) | A     | Mohmad Atiah      |
| 22 | Arabia Saudita (bandiera) | C     | Ali Al-Zubaidi    |

| N. |                           | Ruolo | Calciatore        |
| -- | ------------------------- | ----- | ----------------- |
| 23 | Arabia Saudita (bandiera) | C     | Awadh Khrees      |
| 24 | Arabia Saudita (bandiera) | P     | Hussain Al-Hadad  |
| 25 | Arabia Saudita (bandiera) | P     | Nasser Al-Saieri  |
| 28 | Arabia Saudita (bandiera) | C     | Majed Al-Jafari   |
| 29 | Arabia Saudita (bandiera) | C     | Abdulaziz Hamsal  |
| 30 | Algeria (bandiera)        | D     | Farid Cheklam     |
| 40 | Arabia Saudita (bandiera) | D     | Majed Ali         |
| 41 | Arabia Saudita (bandiera) | C     | Salman Hariri     |
| 51 | Arabia Saudita (bandiera) | C     | Ibrahim Al Htrsh  |
| 55 | Arabia Saudita (bandiera) | D     | Nawaf Al Sabhi    |
| 70 | Arabia Saudita (bandiera) | A     | Mousa Al-Shammri  |
| 77 | Arabia Saudita (bandiera) | A     | Faisal Al-Shammri |
| 88 | Arabia Saudita (bandiera) | D     | Marjaa Al-Yami    |
| 90 | Arabia Saudita (bandiera) | A     | Mutab Salem       |
| 99 | Giordania (bandiera)      | A     | Hamza Al-Dardour  |
|    | Madagascar (bandiera)     | C     | Andria            |

- Allenatore=  Hélio dos Anjos

## Giocatori famosi
Asia
- Anas Bani Yaseen
- Hamza Al-Dardour
- Talal Kalfan
- Turky Al-Thagafi
- Al Hasan Al-Yami
- Hassan Al-Raheb
- Jehad Al Hussain

Africa
- Farid Cheklam
- Yves Diba Ilunga
- Ibrahim Kamara
- Bamba Drissa
- Ouarrad Abdessamad
- Moussa Soulaimane
- Hamad Ji
- Moez Aleya

Soud America
- Welson Antonio

Europa
- Abdulfatah Safi
- Zoran Baldovaliev
- Dušan Đokić

## Allenatori
- Lotfi Benzarti
- Costică Ștefănescu (2008)
- Marcelo Zuleta (Luglio 2008–??)
- Mourad Al Akabi (Luglio 2010–Nov 10)
- José Rachão (Nov 2010–Giugno 11)
- Gjoko Hadžievski (Sett 2011–Giugno 12)
- Miodrag Ješić (Mag 2012–Gen 13)